# Aplidium leviventer
Aplidium leviventer är en sjöpungsart som först beskrevs av Monniot och Gaill 1978.  Aplidium leviventer ingår i släktet Aplidium och familjen klumpsjöpungar. Inga underarter finns listade i Catalogue of Life.